# 北畠晴具
北畠 晴具（きたばたけ はるとも）は、戦国時代の大名・公家。伊勢国国司北畠家の第7代当主。初名は親平・具国。

## 生涯
文亀3年（1503年）、第6代当主・北畠材親（具方）の嫡男として生まれる。
永正7年（1510年）に叙爵し侍従に任官する（この頃は親平を名乗る）。永正8年（1511年）父から家督を譲られて、伊勢国司家第7代当主となる。永正13年（1517年）従五位上に昇叙されるが、この頃に具国に改名している。
永正15年（1518年）、左近衛中将に任ぜられるとともに、第12代将軍・足利義晴から偏諱を受けて晴具に改名した。
大永5年（1525年）正五位下に昇叙されると、大永8年（1528年）には従四位下・参議に叙任されて公卿に列した。
享禄2年（1529年）、足利義晴・細川高国が三好元長・柳本賢治に敗北して、近江朽木谷へ逃亡。高国は娘婿の晴具に援軍を要請するため伊勢へ下向した。その後、享禄4年（1531年）に晴具の支援を受けた高国は再起を図り摂津まで侵攻し、細川晴元や三好元長と摂津天王寺で戦うも敗北し、大物浦で討死した（大物崩れ）。
天文5年（1536年）、出家して「天祐」と号す。天文年間、晴具は志摩の鳥羽城を攻撃して支配下に収めると、小浜氏ら国人を掌握して志摩国をほぼ制圧した。その後、大和にも進出して吉野郡と宇陀郡を制圧して支配下に収めている。しかし、この大和侵攻により大和諸国人との対立が発生し、筒井氏・越智氏・十市氏・久世氏らと合戦に及んでいる。さらに、紀伊へも進出して、熊野地方から尾鷲・新宮方面までを領有化、十津川まで支配領域を広げた。
晴具は伊勢国内でも北伊勢の雄たる長野氏と対立して争った。天文12年（1543年）には長野藤定が北畠の領する南伊勢に侵攻すると、晴具は垂水鷺山に出陣、合戦となった（垂水鷺山の戦い）。北畠軍は家城之清、豊田五郎左衛門、垂水釈迦坊を、長野軍は細野氏・分部氏をそれぞれ主力にしたが、激しい戦闘の末、決着はつかずに双方退却することとなった。
天文16年（1545年）から天文18年（1547年）にかけて、晴具は長野氏に反撃を仕掛け、葉野の戦いで長野方の分部与三衛門を討ち取るなど一志郡内で攻防を続けたが、長野氏を降すことはできなかった。長野氏が降伏するのは次の具教の代である。また、伊勢山田三方の神人層の対立にも介入し、天文3年（1534年）1月に山田三方が自身の命令に従わないことを理由に出兵、宇治・山田の両門前町の軍勢を宮川の戦いで討ち、両門前町を支配下におさめている。
天文22年（1553年）、隠居して家督を嫡男の具教に譲る。
永禄6年（1563年）9月17日に多気御所で薨去。享年61。

## 人物
晴具は文武両道の名将で、弓馬の達人で和歌・連歌・茶道をよくし、能書家でもあった。特に和歌は、大永元年（1521年）には細川高国らとともに歌合せを本拠地の多気御所で実施し、大永2年（1522年）には連歌師の宗長を多気御所に招き、逗留させて連歌の興行も行っている。また、高国が多気御所に造った庭園は、現在北畠氏館跡庭園と呼ばれ、国指定の名勝となっている。

## 官歴
注記のないものは『諸家伝』による。
- 永正7年（1510年） 6月9日[7]または10月12日：叙爵（従五位下、于時親平）
- 時期不詳：侍従。右近衛少将
- 永正13年（1517年） 12月10日：従五位上
- 永正15年（1518年） 日付不詳：左近衛中将 （于時具国）
- 大永5年（1525年） 12月30日：正五位下（于時晴具）
- 大永8年（1528年） 2月29日：従四位下。3月6日：参議、中将如元
- 天文5年（1536年） 日付不詳：出家（法名・天祐）
- 永禄6年（1563年） 9月17日：薨去

## 子孫
晴具の次男（あるいは三男）・具政の子には2男1女がいたが、娘（織田信雄室）の系統のみが残って現在の皇室へと繋がっている。
```
北畠晴具
 - 
木造具政
 - 娘 - 
織田信良
 - 娘 - 
稲葉知通
 - 
稲葉恒通
 - 娘 - 
勧修寺経逸
 - 
婧子
 - 
仁孝天皇
 - 
孝明天皇
 - 
明治天皇
 - 
大正天皇
 - 
昭和天皇
 - 
上皇明仁
```